# باشگاه والیبال کوپرا پیاچنزا
باشگاه والیبال کوپرا الیور پیاچنزا (به انگلیسی: Copra Elior Piacenza) معروف به پیاچنزا باشگاه حرفه‌ای والیبال مستقر در پیاچنزا ایتالیا است. این باشگاه در سال ۱۹۸۲ تأسیس شد و از زمان تأسیس تا به امروز یکی از قوی‌ترین تیم‌های ایتالیا است.

## افتخارات
- قهرمانی جام حذفی ایتالیا: ۲۰۱۴
- دومی جام اروپا: ۲۰۰۴، ۲۰۰۷
- قهرمان جام بهترین تیم‌های اروپا: ۲۰۰۶
- قهرمانی سری آ: ۰۹-۲۰۰۸
- قهرمانی سوپر جام والیبال ایتالیا: ۲۰۱۰

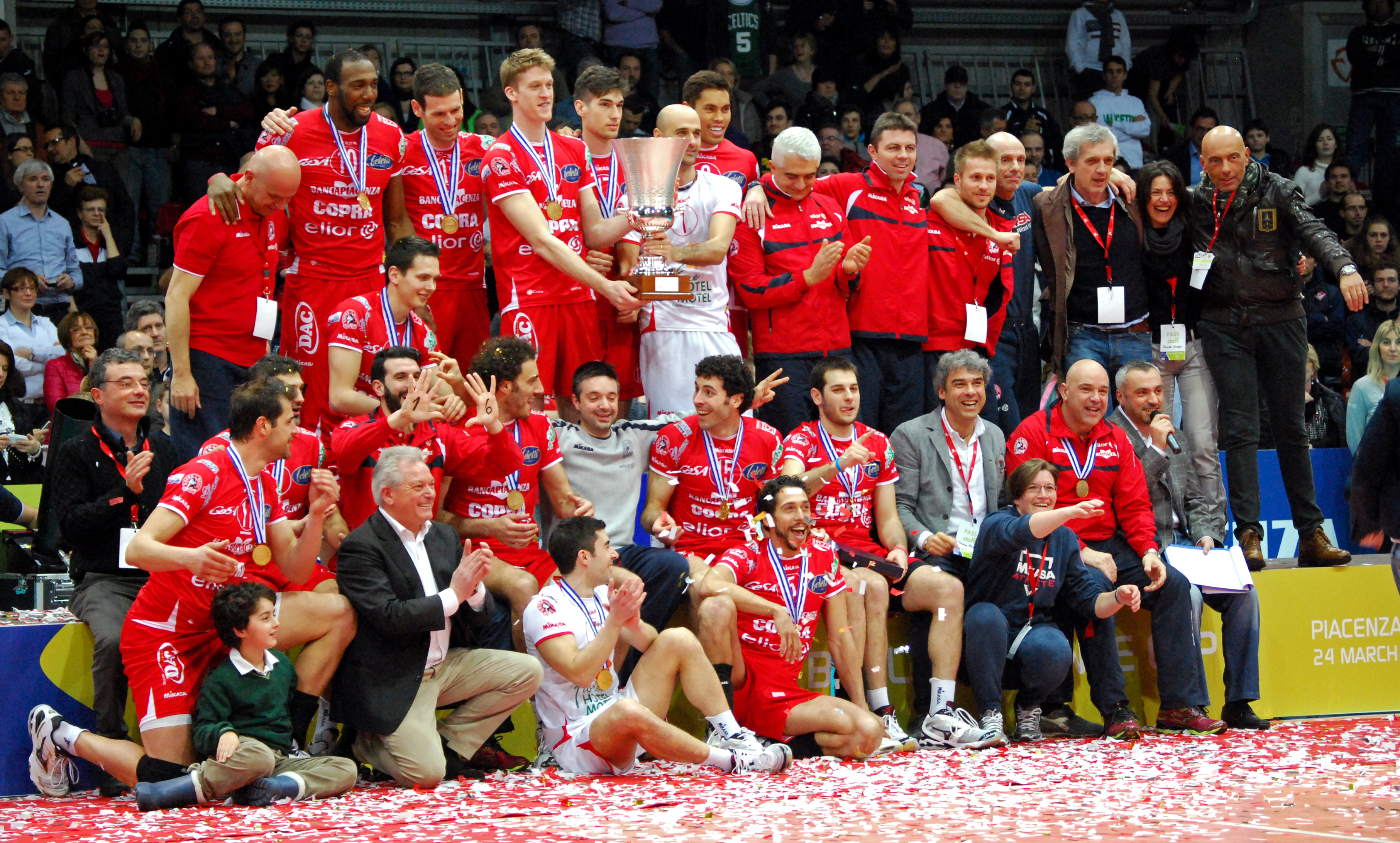
قهرمانی در چلنج کاپ اروپا ۱۳-۲۰۱۲

- قهرمانی چلنج کاپ اروپا: ۱۳-۲۰۱۲

منابع
- وبگاه رسمی باشگاه